# Liste des routes de Nouvelle-Écosse
Le réseau routier de Nouvelle-Écosse comprend plus de 2 000 km (1 243 mi) de routes provinciales réparties en 110 routes. Les routes desservent toutes les régions de la province, particulièrement le sud de celle-ci. Le réseau routier de la province de Nouvelle-Écosse est séparé en trois catégories : les routes artérielles (de série 100), les routes principales et les routes secondaires ou collectrices. Les routes artérielles, aussi nommées « routes de série 100 » possèdent un numéro entre 100 et 199, les routes principales, entre 1 et 99 et les routes secondaires ou collectrices, entre 200 et 399. À ce jour, il y a douze routes faisant partie de la série 100, seize routes principales et 82 routes collectrices ou secondaires. Celles de la première catégorie comprennent des tronçons autoroutiers, mais n'en sont pas exclusivement constituées.
Parmi les routes importantes, la route Transcanadienne traverse la province d'ouest en est, entre le Nouveau-Brunswick et le traversier vers Terre-Neuve-et-Labrador, en empruntant les routes 104 et 105, ainsi que la route 102 qui relie la route Transcanadienne à la capitale, Halifax.

## Routes artérielles de série 100
Les routes artérielles et autoroutes de série 100 sont les plus empruntées par les automobilistes. La majorité d'entre elles respectent les normes autoroutières, possèdent des limites de vitesse variant entre 90 et 110 km/h et relient directement les principales villes de la province, soit Amherst, Truro, Yarmouth, Halifax, New Glasgow, Port Hawkesbury et Sydney. Pour les autoroutes, leurs numéros de sorties sont séquentiels, c'est-à-dire qu'ils ne correspondent pas au kilométrage qu'effectue la route depuis son point d'origine, mais ils sont en ordre répétitifs (1, 2, 3, 4, etc.). Ils vont en ordre croissant d'ouest en est et du nord au sud, excepté pour les routes 101 et 103, où ils vont d'est en ouest. Le plus haut numéro de sortie de la province est situé sur la route 104 à River Tillard, la sortie 48.
De plus, certains numéros de sorties ne sont pas des échangeurs, mais tout simplement des intersections. Ils seront indiqués sur fond jaune sur les panneaux routiers.

### Liste des routes et autoroutes de série 100
| Numéro    | Longueur (km) | Longueur (mi) | Terminus sud ou ouest                                   | Terminus nord ou est                           | Notes                                                                   |
| --------- | ------------- | ------------- | ------------------------------------------------------- | ---------------------------------------------- | ----------------------------------------------------------------------- |
| Route 101 | 308,50        | 191,70        | Route 3 à Yarmouth                                      | Route 102 / Route 1 à Lower Sackville          | Longe la côte de la Baie de Fundy                                       |
| Route 102 | 100,80        | 62,60         | Route 111 à Halifax                                     | Route 104 à Onslow                             |                                                                         |
| Route 103 | 291,30        | 181,00        | Hardscratch Road à Yarmouth                             | Route 102 à Halifax                            | Longe la côte de l'Océan Atlantique                                     |
| Route 104 | 274,10        | 170,30        | NB-2 à la frontière du Nouveau-Brunswick près d'Amherst | Route 105 / Route 4 / Route 19 à Port Hastings | Route transcanadienne                                                   |
| Route 104 | 37,30         | 23,20         | Route 4 près de Port Hawkesbury                         | Route 4 près de Saint-Pierre                   |                                                                         |
| Route 105 | 141,80        | 88,10         | Route 104 / Route 4 / Route 19 à Port Hastings          | Traversier de Marine Atlantique à North Sydney | Route transcanadienne; continue comme route 1 à Terre-Neuve-et-Labrador |
| Route 106 | 19,40         | 12,10         | Route 104 près de New Glasgow                           | Traversier de Northumberland Ferries à Caribou | Route transcanadienne; continue comme route 1 à l'Île-du-Prince-Édouard |
| Route 107 | 52,10         | 32,40         | Route 102 près de Bedford                               | Route 7 à Musquodoboit Harbour                 |                                                                         |
| Route 111 | 12,90         | 8,00          | Route 2 à Halifax                                       | Route 322 à Dartmouth                          |                                                                         |
| Route 113 | 9,90          | 6,20          | Route 103 à Hubley                                      | Route 102 à Bedford                            | Route proposée                                                          |
| Route 118 | 14,20         | 8,80          | Route 111 à Dartmouth                                   | Route 102 près de Fall River                   |                                                                         |
| Route 125 | 28,30         | 17,60         | Route 105 près de Sydney Mines                          | Route 4 à Sydney                               |                                                                         |
| Route 142 | 6,10          | 3,80          | Route 2 à Springhill                                    | Route 104 près de Springhill                   |                                                                         |
| Route 162 | 8,40          | 5,20          | Route 105 près de Bras d'Or                             | Point Aconi                                    |                                                                         |
|           |               |               |                                                         |                                                |                                                                         |

## Routes principales
Les routes principales constituent le réseau original de routes artérielles de la province avant la mise en place du réseau des routes de série 100 dans les années 1960-1970. Elles sont toujours des routes alternatives aux routes de série 100.
| Numéro   | Longueur (km) | Longueur (mi) | Terminus sud ou ouest                           | Terminus nord ou est            | Notes              |
| -------- | ------------- | ------------- | ----------------------------------------------- | ------------------------------- | ------------------ |
| Route 1  | 327,50        | 203,50        | Traversier de Bay Ferries à Yarmouth            | Route 2 à Bedford               |                    |
| Route 2  | 266,00        | 165,30        | Route 102 à Halifax                             | Route 104 à Fort Lawrence       |                    |
| Route 3  | 291,30        | 181,00        | Route 1 à Yarmouth                              | Halifax                         |                    |
| Route 4  | 414,60        | 257,60        | Route 104 près de Thomson Station               | Route 28 à Glace Bay            |                    |
| Route 6  | 136,40        | 84,80         | Route 104 à Amherst                             | Route 106 à Pictou              |                    |
| Route 7  | 278,20        | 172,90        | Route 2 à Bedford                               | Route 4 à Antigonish            |                    |
| Route 8  | 112,90        | 70,20         | Route 3 à Liverpool                             | Route 1 à Annapolis Royal       |                    |
| Route 10 | 88,20         | 54,80         | Route 325 à Bridgewater                         | Route 1 à Middleton             |                    |
| Route 12 | 65,60         | 40,80         | Route 3 à Chester Basin                         | Route 1 à Kentville             |                    |
| Route 14 | 120,70        | 75,00         | Route 3 près de Chester                         | Route 2 à Milford Station       |                    |
| Route 16 | 79,20         | 49,20         | Route 4 à Monastery                             | Canseau                         |                    |
| Route 19 | 106,60        | 66,20         | Route 104 / Route 105 / Route 4 à Port Hastings | Route 30 à Margaree Forks       |                    |
| Route 22 | 35,60         | 22,10         | Route 4 à Sydney                                | Louisbourg                      |                    |
| Route 28 | 35,60         | 22,10         | Route 4 à Sydney                                | Route 4 / Route 255 à Glace Bay |                    |
| Route 30 | 298,00        | 185,00        | Route 105 à South Haven                         | Route 105 à Buckwheat Corner    | Cabot Trail        |
| Route 32 | 4,60          | 2,90          | Route 306 à Halifax                             | Main Avenue à Halifax           | Route non-indiquée |
| Route 33 | 4,70          | 2,90          | Route 1 / Route 101 à Lower Sackville           | Route 7 à Bedford               | Route non-indiquée |
|          |               |               |                                                 |                                 |                    |

## Routes collectrices et secondaires
Ce sont des routes qui relient les plus petites communautés entre elles. Elles sont numérotées entre 200 et 399.
| 200-249 | 250-324 | 325-399 |
| --- | --- | --- |
| - 201 - 202 - 203 - 204 - 205 - 206 - 207 - 208 - 209 - 210 - 211 - 212 - 213 - 214 - 215 - 216 - 217 - 219 - 221 - 223 - 224 - 236 - 239 - 242 - 245 - 246 - 247 | - 252 - 253 - 255 - 256 - 276 - 277 - 289 - 301 - 302 - 303 - 304 - 305 - 306 - 307 - 308 - 309 - 311 - 312 - 316 - 318 - 320 - 321 - 322 - 324 | - 325 - 326 - 327 - 328 - 329 - 330 - 331 - 332 - 333 - 334 - 335 - 336 - 337 - 340 - 341 - 344 - 347 - 348 - 349 - 354 - 357 - 358 - 359 - 360 - 362 - 366 - 368 - 374 - 376 - 395 |